# اچ‌ام‌ای‌اس سیدنی (دی۴۸)
اچ‌ام‌ای‌اس سیدنی (دی۴۸) (به انگلیسی: HMAS Sydney (D48)) یک کشتی بود که طول آن ۵۶۲ فوت ۴ اینچ (۱۷۱٫۴۰ متر) بود. این کشتی در سال ۱۹۳۴ ساخته شد.